# 格雷興

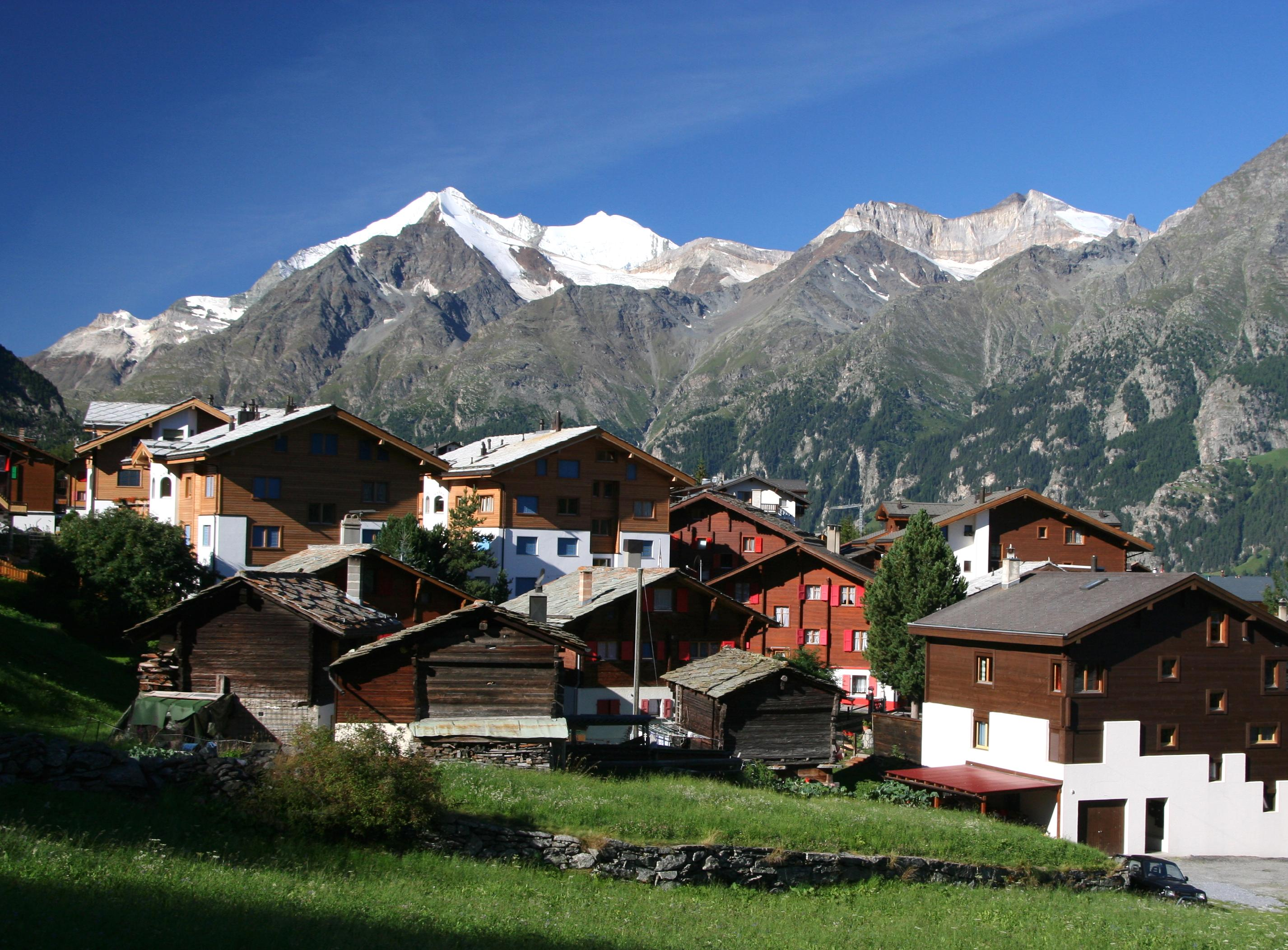

格雷興是瑞士的城鎮，位於該國南部，由瓦萊州負責管轄，面積14.32平方公里，海拔高度1,619米，2011年人口1,386，九成人口信奉羅馬天主教，人口密度每平方公里97人。

## 外部連結
- http://www.matterhornvalley.ch/e/—Tourist%5B%5D information.
- http://www.gemeinde-graechen.ch—The%5B%5D website of the municipality （德文）.
- https://web.archive.org/web/20101116013319/http://www.wetter-graechen.ch/ -- ¨Weather information.